# Винтер, Кристиан
Расмус Вилладс Кристиан Фердинанд Винтер (29 июля 1796 — 30 декабря 1876) — датский поэт-романтик.

## Биография
Винтер родился в Фенсмарке близ Нестведа, где его отец был викарием. В 1815 году он поступил в Копенгагенский университет и изучал теологию; успешно окончил университет в  1824 году. Кристиан Винтер начал публиковать стихи в 1819 году, но первый сборник стихотворений был опубликован только в 1828 году. После окончания университета и вплоть до 1830 год Винтер зарабатывал на жизнь, как домашний учитель. Однако, в 1830 году он получил большое наследство от дяди, Расмуса Винтера, что позволило ему осуществить свою мечту и на целый год уехать путешествовать по Италии.
В 1835 году вышел второй сборник стихов Кристиана Винтера, а в 1838 году — третий. В 1841 году датский король Кристиан VIII поручил Винтеру отправиться в Мекленбург, чтобы обучить мекленбургскую принцессу Марианну датскому языку перед свадьбой с датским наследным принцем Фредериком.
Дальнейшие сборники стихов появились в 1842, 1848, 1850, 1853, 1865 и 1872 годах. В 1851 году король назначил ему, как признанному поэту, персональную государственную пенсию, что было очень кстати, так как к тому времени Кристиан Винтер давно промотал наследство и влез в долги. Вновь став обеспеченным человеком, Винтер переехал к Париж. Преимущественно в Париже он и проживал следующие 25 лет своей жизни.
Кристиан Винтер долго оставался холостяком, и только когда ему перевалило за пятьдесят, наконец женился.

## Творчество
Помимо девяти или десяти сборников лирических стихов, Винтер в 1855 году опубликовал роман в стихах «Hjortens Flugt» («Бегство  оленя»). Действие романа, написанного нибелунговской строфой, и, вероятно, отчасти вдохновлённого поэмой Байрона «Мазепа», происходит на юге датской провинции Зеландия в 15-го веке. Роман повествует о юности, любви, демонических силах и колдовстве, причём бегущий олень появляется как повторяющийся мотив, символизирующий неукротимые силы природы. Это произведение Кристиана Винтера произвело на его современников, особенно на молодежь, большое впечатление.
Многие из  стихотворений Винтера впоследствии были положена на музыку и превратились в песни, например «Flyv fugl, flyv» («Лети, птица, лети»). Небольшая юмористическая поэма Винтера для детей: «Flugten til Amerika 1830» считается классикой датской детской литературы.
Винтер также являлся автором нескольких прозаических произведений, в частности, романа «В год благодати» (1874), и ряда рассказов.
Воспевавший в своих стихах красоту и чувственность женщин, величие природы, могущество стихии, вплетая в свои стихотворения  мистические мотивы, Кристиан Винтер прославился, как выдающийся поэт-романтик. Современники называли его «певцом Зеландии».
Поэт дожил до глубокой старости, пережив большинство выдающихся поэтов своего поколения (Байрона, Пушкина, Мицкевича и других), но отнюдь не пережив свою славу. Он скончался в Париже, но гроб с телом Кристиана Винтера был доставлен в Данию и похоронен в самом сердце густой лесной чащи.